# Naqš-e džahán
Náměstí Naqš-e džahán (persky ميدان نقش جهان‎, mejdán-e Naqš-e džahán; česky dosl. náměstí Obrazu světa), oficiálně známé jako Imámovo náměstí (میدان امام‎, mejdán-e Emám), dříve známé jako Šáhovo náměstí (میدان شاه‎, mejdán-e Šáh), se nachází v centru města Isfahán v Íránu. V roce 1979 bylo náměstí zapsáno na seznam světového kulturního dědictví UNESCO.

## Popis

Bylo vystavěno za vlády Abbáse I. Velikého v 17. století. Ze všech stran je ohraničeno monumentálními budovami ze safíovské éry spojenými soustravou dvoupatrových arkád. Jeho půdorysné rozměry jsou přibližně 140 m na 500 m. Na jižní straně se nachází Šáhova mešita, na západní straně stojí paláce Álí Qápú, na východní straně se nachází mešita šejcha Lotfolláha (مسجد شيخ لطف الّله‎) a na severní straně se nachází velký bazar s impozantním vstupním portálem. Ve městě se nachází další památky pod ochranou UNESCO: Jamehova mešita a perská zahrada paláce Chehel Sotun.

## Fotogalerie

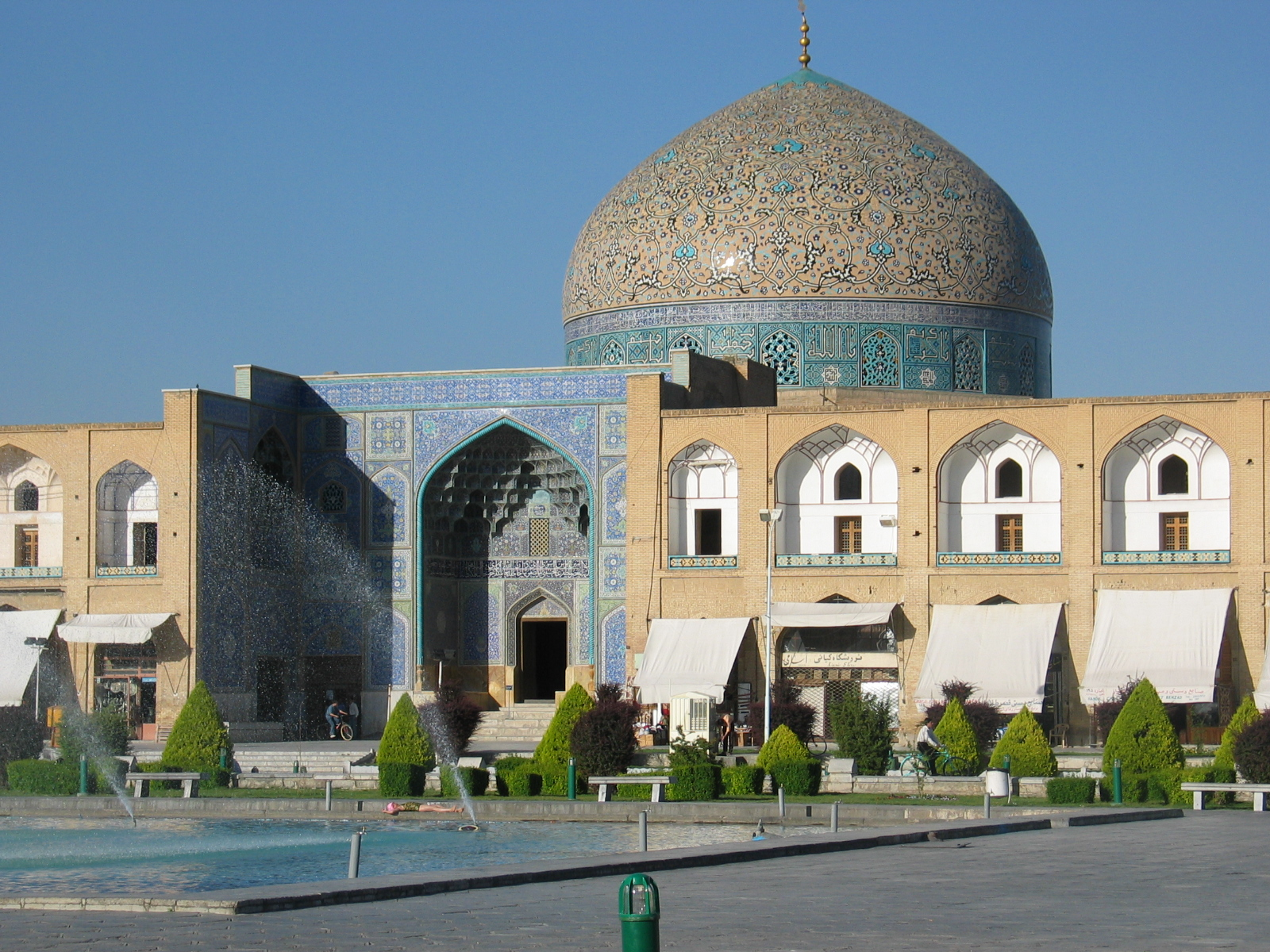
Mešita šejcha Lotfolláha
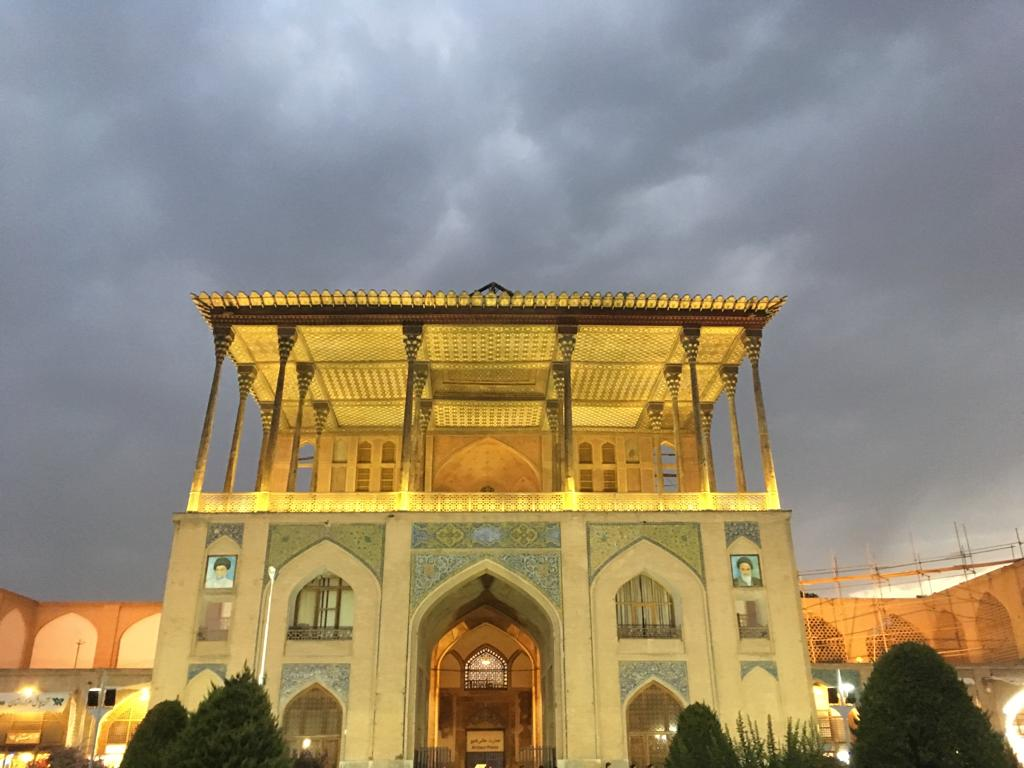
paláce Ali Qapu
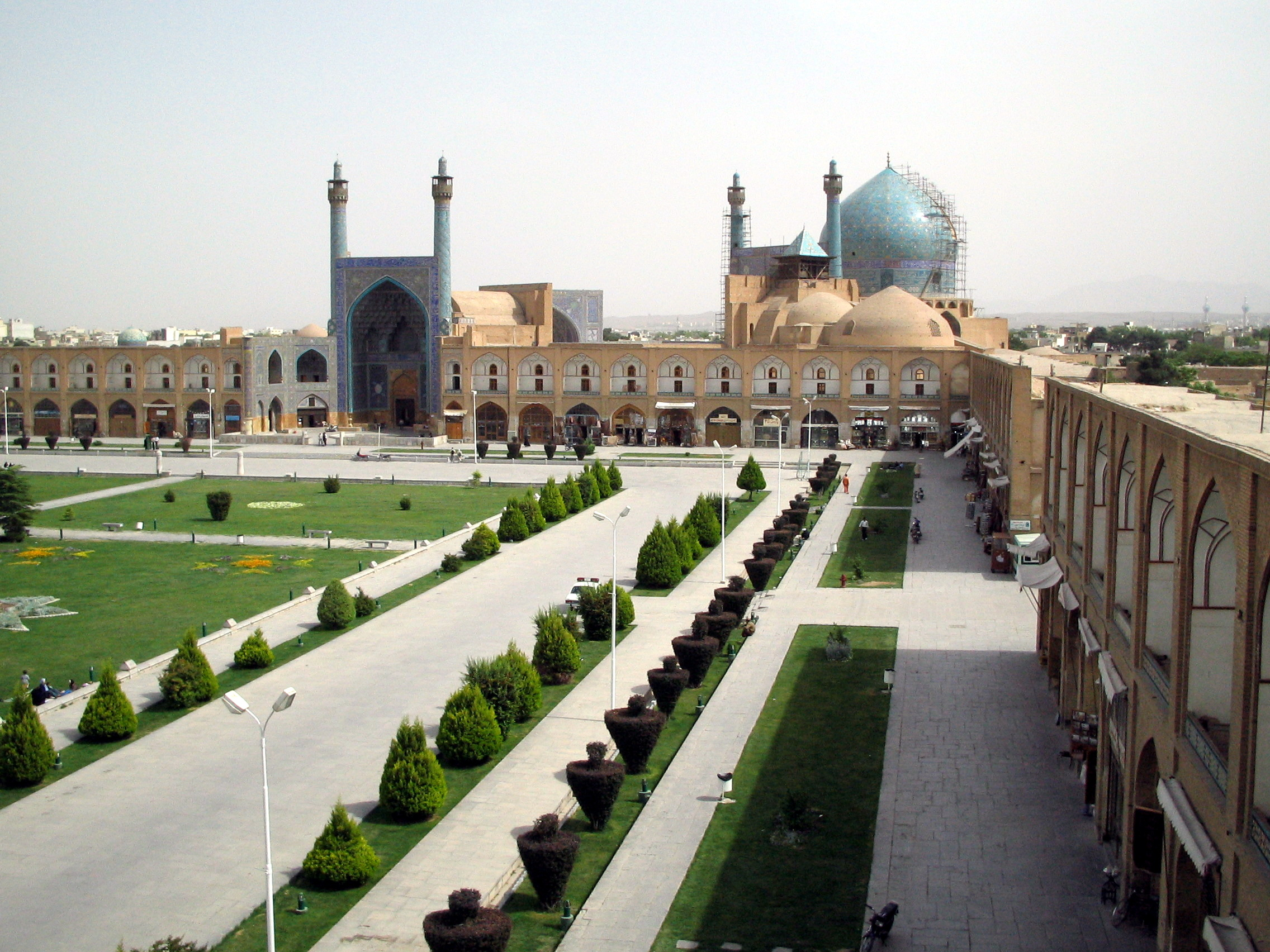
Šáhova mešita
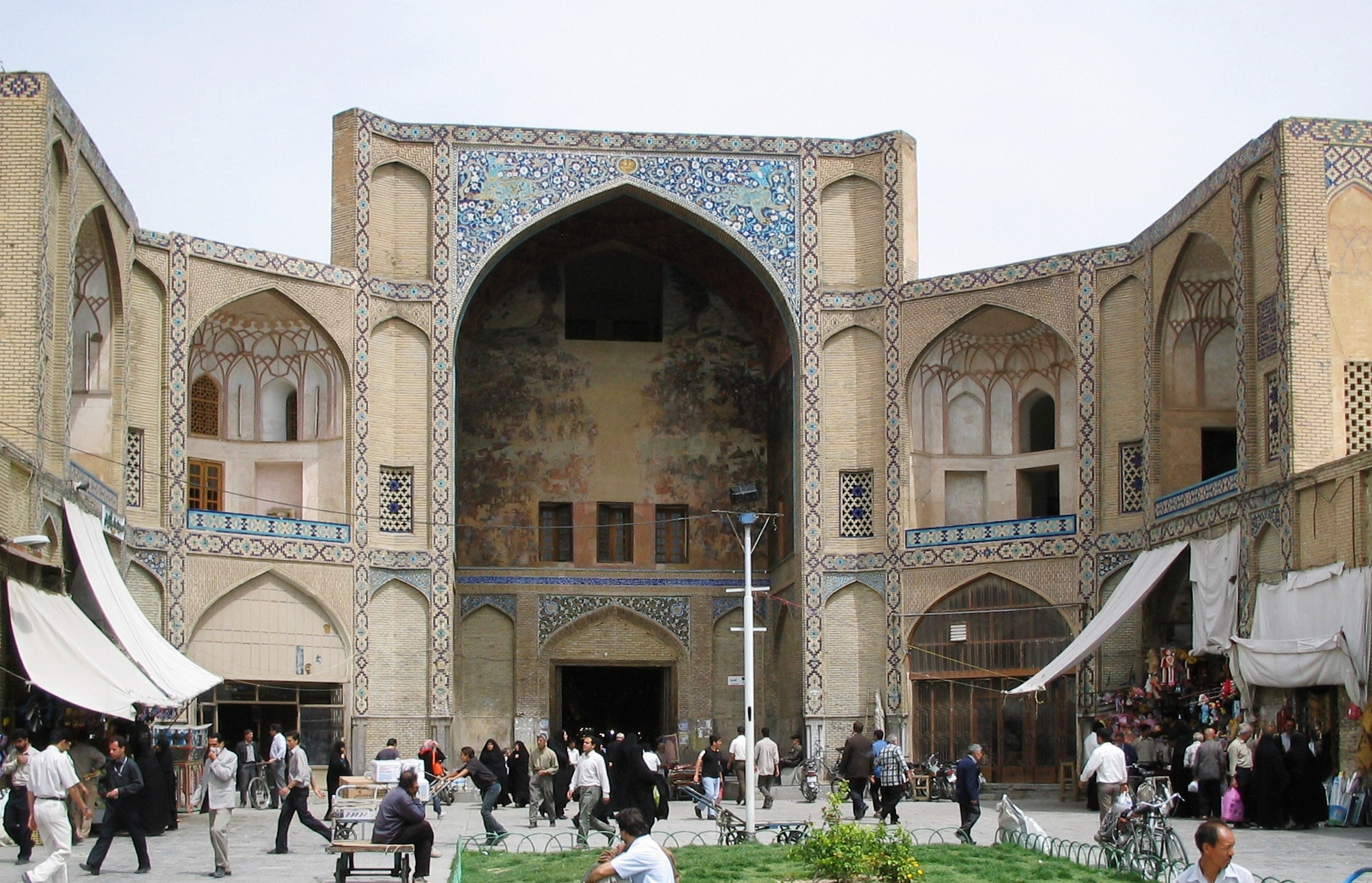
portál bazaru